# All Star Shore
All Star Shore é um reality show de competição americano exibido pela plataforma de streaming Paramount+ desde 29 de junho de 2022. É o sucessor de Jersey Shore onde várias estrelas de reality shows de todo o mundo moram juntas em uma casa de verão nas Ilhas Canárias, Espanha, competindo por um prêmio de $150,000.

## Produção
O programa foi anunciado em 15 de fevereiro de 2022, quando a Paramount+ divulgou a lista de suas novas produções. Filmado na Espanha durante a pandemia de COVID-19 entre novembro e dezembro de 2021, o elenco teve que passar por um período de quarentena antes do início das filmagens.

## Elenco

### 1.ª temporada
| Nome                   | Programa original     | Resultado                |
| ---------------------- | --------------------- | ------------------------ |
| Marina Gregory         | The Circle Brasil     | Vencedores               |
| James Tindale          | Geordie Shore         | Vencedores               |
| Karime Pindter         | Acapulco Shore        | Finalistas               |
| Ricardo Salusse        | Rio Shore             | Finalistas               |
| Luis "Potro" Caballero | Acapulco Shore        | Finalistas               |
| Vanessa Vanjie Mateo   | RuPaul's Drag Race    | Finalistas               |
| Angelina Pivarnick     | Jersey Shore          | Perdeu o exílio final    |
| Johnny Middlebrooks    | Love Island USA 2     | Perdeu o exílio final    |
| Bethan Kershaw         | Geordie Shore         | Perdeu o exílio final    |
| Blake Horstmann        | Bachelor in Paradise  | Perdeu o exílio final    |
| Giannina Gibelli       | Love Is Blind         | Perdeu o exílio final    |
| Trina Njoroge          | Love Island USA 3     | Perdeu o exílio final    |
| Joey Essex             | The Only Way Is Essex | Perdeu o exílio final    |
| Mike Mulderrig         | Ex on the Beach USA 5 | Perdeu o exílio final    |
| Chloe Ferry            | Geordie Shore         | Desistente no episódio 9 |

### 2.ª temporada
| Nome               | Programa original | Resultado     |
| ------------------ | ----------------- | ------------- |
| Isabel Castro      | Acapulco Shore    | Na competição |
| Chantelle Connelly | Geordie Shore     | Na competição |
| Chase Demoor       | Too Hot to Handle | Na competição |
| Fabio De Pasqual   | Germany Shore     | Na competição |
| Guilherme Evaristo | Rio Shore         | Na competição |
| Hatitza Garderobe  | Germany Shore     | Na competição |
| Vinny Guadagnino   | Jersey Shore      | Na competição |
| Melinda Melrose    | Too Hot to Handle | Na competição |
| Tamaris Sepulveda  | FBoy Island       | Na competição |
| Marnie Simpson     | Geordie Shore     | Na competição |
| Patryk Spiker      | Warsaw Shore      | Na competição |
| Xavier Ulibarri    | Acapulco Shore    | Na competição |

## Episódios
| ## | # | Título                                                           | Estreias                                | Código de produção |
| --- | - | ---------------------------------------------------------------- | --------------------------------------- | ------------------ |
| 1 | 1 | "Bem-Vindo à Casa Shore!" "Welcome to the Shore!"                | 29 de junho de 2022 30 de junho de 2022 | 101                |
| Catorze estrelas de realities de todo o mundo se mudam para a novíssima Casa Shore, prontas para competir no primeiro programa de festa-competição.                                 |   |                                                                  |                                         |                    |
| 2 | 2 | "Somos Todos Pequenas Prostitutas" "We're All Small Prostitutes" | 29 de junho de 2022 30 de junho de 2022 | 102                |
| Bethan confronta Johnny sobre um boato; Angelina e Joey curtem uma viagem de catamarã com novos aliados; um jogo sujo envia os perdedores para um exílio ainda mais fedorento.      |   |                                                                  |                                         |                    |
| 3 | 3 | "Deve Ter Sido a Massagem" "It Must Have Been the Massage"       | 6 de julho de 2022 7 de julho de 2022   | 103                |
| Garrafas estão estourando e o champanhe está fluindo no segundo Paradise Game, até que alguém é pego trapaceando; Trina se insere no novo romance de Bethan e Johnny, novamente.    |   |                                                                  |                                         |                    |
| 4 | 4 | "Incendiando a Casa" "Burning Down The House"                    | 13 de julho de 2022 14 de julho de 2022 | 104                |
| Ricardo e Vanjie aproveitam seu Prêmio Paradise e debatem quem enviar para o Jogo do Exílio contra os trapaceiros Angelina e Joey; a decisão final manda ondas de choque pela casa. |   |                                                                  |                                         |                    |